# دانشگاه فناوری لوئیزیانا
دانشگاه فناوری لوئیزیانا (به انگلیسی: Louisiana Tech University) یک دانشگاه دولتی آموزش و پرورش مختلط در راستن، لوئیزیانا، ایالات متحده آمریکا است. این دانشگاه در سال ۱۸۹۴ تأسیس‌شد.